# Ектон (Каліфорнія)
Ектон (англ. Acton) — переписна місцевість (CDP) в США, в окрузі Лос-Анджелес штату Каліфорнія. Населення — 7431 особа (2020).

## Географія
Ектон розташований за координатами 34°29′47″ пн. ш. 118°11′2″ зх. д. / 34.49639° пн. ш. 118.18389° зх. д. (34.496259, -118.183891).  За даними Бюро перепису населення США в 2010 році переписна місцевість мала площу 101,73 км², з яких 101,67 км² — суходіл та 0,06 км² — водойми.

## Демографія
Згідно з переписом 2010 року, у переписній місцевості мешкало 7596 осіб у 2660 домогосподарствах у складі 2081 родини. Густота населення становила 75 осіб/км².  Було 2814 помешкання (28/км²).
Расовий склад населення:
| - 86,4 % — білих - 2,0 % — азіатів - 0,9 % — корінних американців - 0,8 % — чорних або афроамериканців - 0,1 % — вихідців з тихоокеанських островів - 5,9 % — осіб інших рас |

До двох чи більше рас належало 3,9 %. Частка іспаномовних становила 18,1 % від усіх жителів.
За віковим діапазоном населення розподілялося таким чином: 22,0 % — особи молодші 18 років, 67,0 % — особи у віці 18—64 років, 11,0 % — особи у віці 65 років та старші. Медіана віку мешканця становила 45,5 року. На 100 осіб жіночої статі у переписній місцевості припадало 100,0 чоловіків;  на 100 жінок у віці від 18 років та старших — 97,7 чоловіків також старших 18 років.
Середній дохід на одне домашнє господарство  становив 102 769 доларів США (медіана — 89 150), а середній дохід на одну сім'ю — 117 992 долари (медіана — 99 183). Медіана доходів становила 75 923 долари для чоловіків та 52 379 доларів для жінок. За межею бідності перебувало 7,6 % осіб, у тому числі 5,2 % дітей у віці до 18 років та 3,4 % осіб у віці 65 років та старших.
Цивільне працевлаштоване населення становило 3243 особи. Основні галузі зайнятості: освіта, охорона здоров'я та соціальна допомога — 18,1 %, роздрібна торгівля — 12,1 %, будівництво — 10,5 %, науковці, спеціалісти, менеджери — 10,2 %.